# Arthur Lasenby Liberty
Arthur Lasenby Liberty, född 13 augusti 1843 i Chesham, Buckinghamshire, England, död  11 maj 1917.
Öppnade 1875 varuhuset Liberty på Regent Street, London.